# Asparagus khorasanensis
Asparagus khorasanensis — вид рослин із родини холодкових (Asparagaceae).

## Біоморфологічна характеристика
Новий вид описаний з провінції Хорасан. Він схожий на Asparagus breslerianus у тому, що має неоднакові кладодії, висоту стебел, лусочкові листки. Asparagus khorasanensis відрізняється від A. breslerianus більшим числом кладодій, довшими лускоподібними листками (2–2.5 проти 0.5–0.7 мм), одною квіткою біля основи гілок проти двох квіток, довшим пиляком (3–4 проти 1.7–2 мм), більші ягоди (7–8 проти 5–5.5 мм.

## Середовище проживання
Ареал: пн.-сх. Іран.